# Samsung Experience
 Samsung Experience (стилізовано як SΛMSUNG Experience) — програмне забезпечення для «запуску» Android, розроблене Samsung для своїх пристроїв Galaxy. Воно було представлене наприкінці 2016 року як бета-версія на базі Android Nougat для Galaxy S7, що замінила TouchWiz. Samsung Experience був заміненим новим інтерфейсом One UI на базі Android Pie. 

## Історія
TouchWiz — колишня назва, яку Samsung використовувала для свого інтерфейсу та значків. Спочатку він був випущений 4 червня 2010 року для смартфона Galaxy S. Критики розкритикували Samsung за те, що вона включила занадто багато функцій і перевантажила інтерфейс, особливо в Galaxy S4, який включав те, що багато користувачів називали Samsung «функцією повзучості». Однак у наступні роки Samsung поступово видаляла програмне забезпечення та додаткові функції, поки TouchWiz більше не був схожим на TouchWiz, що призвело його до перейменування.

## Особливості

### Домашній екран
Samsung Experience вносить кілька змін на стандартний робочий стіл Android. Піктограми додатків знаходяться в нижній правій частині екрана замість нижньої середини, панель пошуку Google Now трохи нижче середини екрану, а не вгорі, і присутній віджет погоди (надається The Weather Channel або AccuWeather у вибраних країнах чи пристроях) у верхньому правому куті екрана. Крім того, користувач може редагувати макет сітки додатків.

### Edge UX
"Edge" (вигнуте скло біля краю екрана) спочатку було представлене у Galaxy Note Edge та популяризувалося за допомогою Galaxy S6 Edge. 

#### Edge
Поле завдань дає користувачам ярлик до часто використовуваних завдань, таких як здійснення телефонного дзвінка до певного контакту, встановлення таймера та створення події в S Planner. Це асортимент піктограм (наприклад, фотографії контактів [із значками телефону, повідомлень чи пошти], значок програми із символом плюс у правому нижньому куті, або фото [з вашої бібліотеки], замасковане у формі кола [з піктограмою галереї в правому нижньому куті]) праворуч на екрані. Набір людей дозволяє користувачеві додати 5 різних контактів для відображення на екрані для швидкого доступу до функцій, таких як дзвінки, надсилання повідомлень та електронна пошта. На ній відображаються ім’я та фотографія контакту. На краю додатків відображається десять найпоширеніших програм користувачів, з п'ятьма в двох стовпцях. Користувач також може додати повну папку на екран  

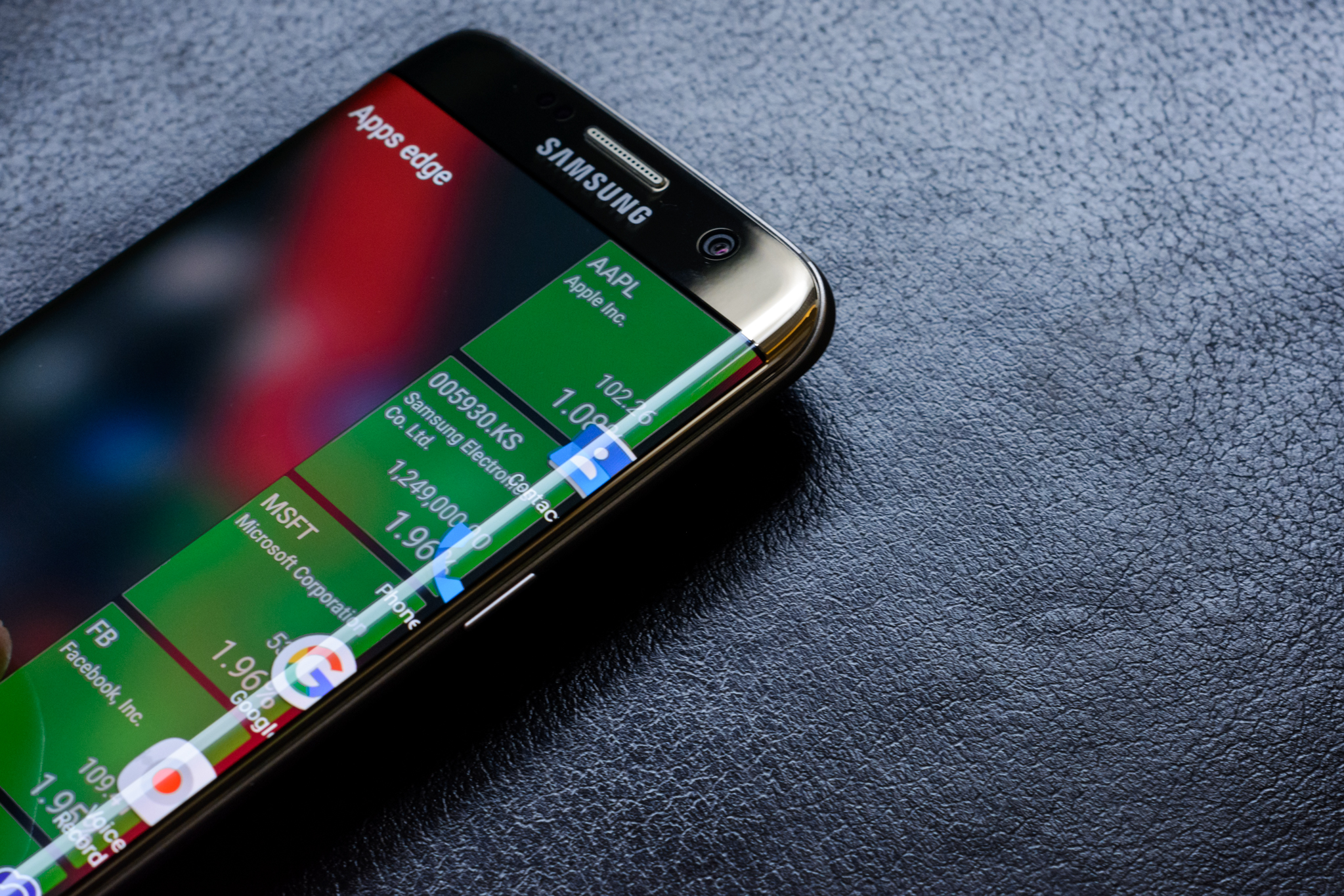
Телефон Galaxy S7 в процесі переходу з Yahoo! панель фінансування на крайній панелі додатків.

#### Edge панелі
Yahoo! спорт, фінанси та новини — це панелі, які входять до телефону. Користувач може завантажувати додаткові панелі для зручності користування, такі як RSS-рідер, тенденції Twitter та новини із CNN.

#### Швидкі інструменти
Швидкими інструментами Edge перетворюється на лінійку, компас або ліхтарик.

#### Edge канали
Коли користувач проводить пальцем по краю екрана, а екран вимкнено, крайовий дисплей вмикається та відображає пропущені дзвінки, поточний час, погоду та новини.

### Grace UX
Вперше випущений разом із Samsung Galaxy Note 7 для Android Marshmallow, Grace UX був названий по кодовому коду пристрою і врешті-решт пробився до старих пристроїв, включаючи Galaxy Note 5 за допомогою оновлення (в Кореї та, зрештою, в інші країнах), та Galaxy S7 і S7 Edge через офіційне оновлення Android Nougat. Grace UX відрізняється більш чистим, плоским виглядом іконографії та широким використанням білого простору. Пристрої TouchWiz Grace UX також користуються функцією Secure Folder, яка дозволяє користувачам зберігати певні дані та навіть додатки за захищеним паролем. 
Крім того, для більшості країн усі мови, які були відсутні у попередніх версіях (Android Marshmallow або більш ранніх), будуть доступні у цьому випуску, починаючи з Galaxy Tab S3 . 

### Always-on display

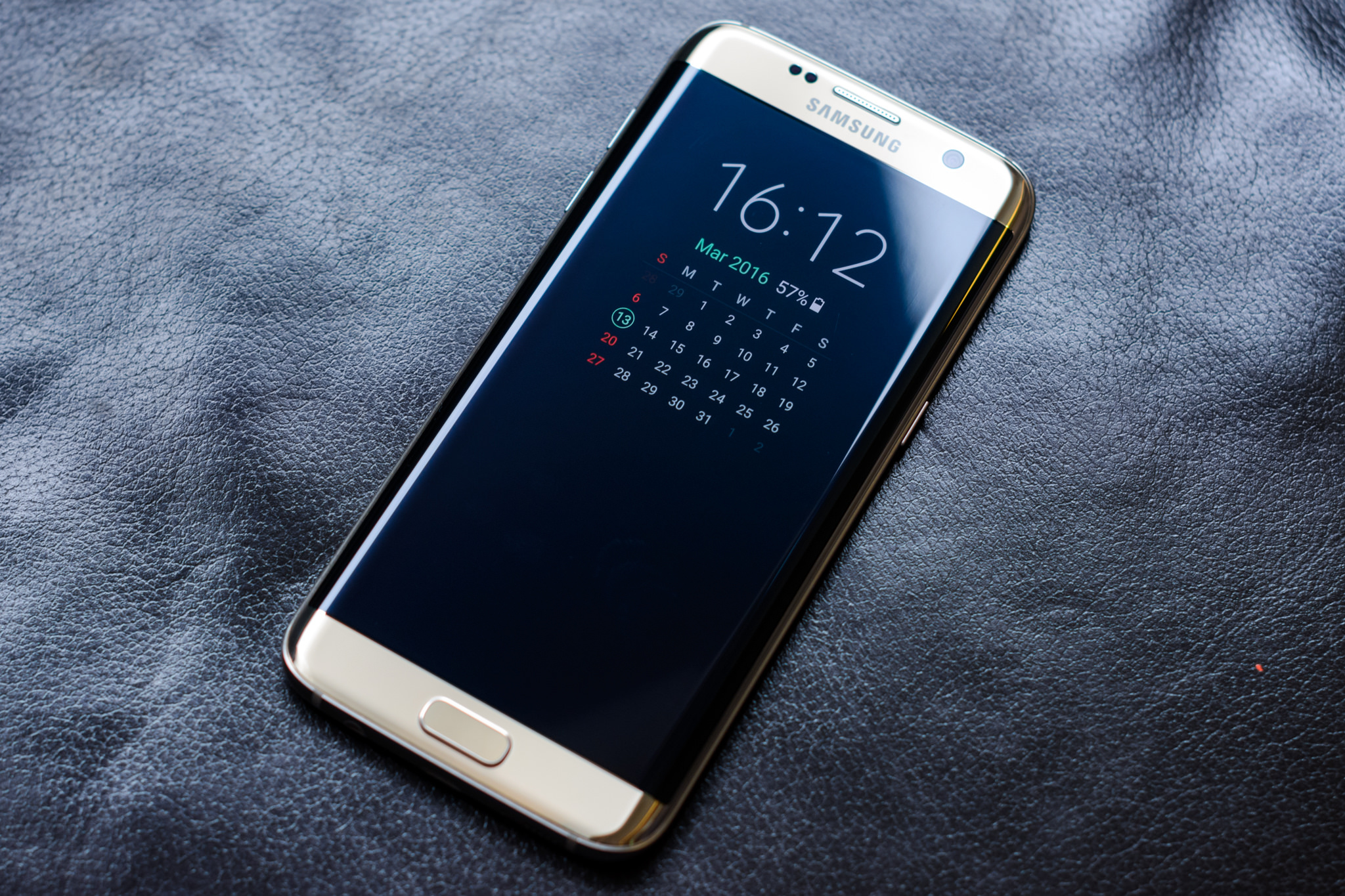
Always-on display на Galaxy S7 Edge, відображаючи час та календар.

Підсвічуються лише окремі пікселі, коли активований always-on display. На екрані відображатиметься поточний час, календар або вибране зображення. Для кожного варіанта існують різні стилі (у годинника 7 стилів, у календаря — 2, а у зображення — 3).
Always-on display доступний тільки для перерахованих пристроїв: серії Galaxy A (2017 та 2018), Galaxy S7/S7 edge, Galaxy S8/S8+, Galaxy S9/S9+, Galaxy J7 (2017)/J7 Pro/J7+ (або C7 2017), Galaxy С5/С7/С9 Pro і Galaxy Note 7/FE/8/9. 

### Файловий менеджер
Samsung включає в себе файловий менеджер зі своїми телефонами Galaxy, на відміну від стандартної версії Android.

### Game Launcher
Будь-яка гра, яку користувач завантажує, поєднується в одну папку. У цій папці можна оптимізувати частоту кадрів та роздільну здатність. Вона включає в себе Game Tools — кнопку, яка з’являється, коли користувач грає в гру. Якщо натиснути, він може вимкнути сповіщення, вимкнути ємнісні клавіші, мінімізувати гру, скріншот та записувати геймплей. 

### Bixby
Bixby — це помічник, який  був запущений разом з Samsung Galaxy S8. Він замінює S Voice на телефонах Samsung і має три частини, включаючи Bixby Voice, Bixby Vision та Bixby Home. Bixby Voice можна викликати, сказавши "Ей Біксбі", або натиснувши і утримуючи кнопку, розташовану нижче кнопок регулювання гучності, яка отримала назву Кнопка "Bixby". Bixby Vision вбудований у додаток для камери і може "бачити" те, що можна бачити, оскільки це, по суті, камера з доповненою реальністю, яка може ідентифікувати об'єкти в режимі реального часу, шукати їх у різних сервісах і пропонувати користувачеві придбати їх, якщо вони є. Bixby також вміє перекладати текст, читати QR-коди та розпізнавати орієнтири. Bixby Home можна знайти, перетягнувши праворуч від головного екрану. Це вертикально прокручуваний список інформації, з якою Bixby може взаємодіяти, наприклад, з погодою, фітнес-активністю та кнопками для управління своїми ґаджетами розумного дому.  

#### Ключове слово
Bixby може виконувати завдання, пов’язані з одним ключовим словом. Наприклад, "добраніч" може попросити пристрій перейти в безшумний режим і ввімкнути нічний режим дисплею. 

### S Pen
(виключно для серії Galaxy Note і Tab) 
- Air Command: колекція ярликів, які з’являються при вийманні S Pen.
- Smart Select: Створіть власні GIF-файли (також доступно для Galaxy S8/+ та S9/+ після оновлення 7.0 Nougat)
- Samsung Notes: Користувач може робити нотатки, малювати, коментувати, за допомогою широкого вибору пензлів, ручок та кольорів (доступний як додаток для Galaxy Apps, за винятком написання S Pen, але все ще можливо за допомогою пальця або клавіатури)
- Live Message: Користувач може малювати власні емоджи, створювати анімовані GIF-файли або писати повідомлення на фотографіях (також доступно на Galaxy S8/S8+, S9/S9+ та Note FE після оновлення 7.0 Nougat)
- Screen Off Memo: Зберігайте нотатки, коли екран вимкнено.
- Glance: відкрийте два додатки одночасно та легко перемикайтесь між ними.
- Magnify: пильно придивіться, коли вам потрібно.
- Переклад: Перекладіть слова чи речення і конвертуйте валюти та одиниці вимірювання.
- Remote Control: підключений до Bluetooth, може запустити камеру, перейти в веббраузер, відтворити/призупинити/перемотати вперед у музичних додатках. (тільки для Note 9)

## Історія версій
| Версія                                              | Версія Android         | Дата релізу        | Зміни |
| --------------------------------------------------- | ---------------------- | ------------------ | --- |
| Samsung Experience 8.0 (modified TouchWiz Grace UX) | Android 7.0 "Nougat"   | 19 січня 2017      | Зміни в UI - Послідовна іконографія. - Більш витончений вигляд. Оновлений Edge UX - Нова можливість Task edge. Нахил до розблокування - Нахиліть телефон вгору, щоб розблокувати його. Оновлений Always-On Display - Сповіщення від сторонніх додатків та календаря. - Custom signature. - Нагадування. - Додаткові стилі циферблатів годинника. Samsung Cloud - 15 ГБ безкоштовного сховища. Доповнення в магазині тем - Тепер включає підтримку пакетів іконок. Фільтр синього - Налаштування температури екрану. Широкий селфі - Селфі з полем зору до 120º градусів. Multi-Locale - Підтримка більше ніж 100 системних мов та 25 місцевих. - Можливість одночасно використовувати дві або більше мови. |
| Samsung Experience 8.1                              | Android 7.0 "Nougat"   | 21 квітня 2017     | Змінений дизайн↵ - Окреслена іконографія - Інші зміни DeX - Підключіть Galaxy S8/S8+/Note8/S9/S9+ до монітору, клавіатури та миші, аби перетворити смартфон в комп'ютер. Bixby - Розумний інтерфейс, що вчиться у вас, аби допомагати вам. Він працює з вибраними додатками, наприклад, поштою та повідомленнями, відображає нагадування та може допомогти зрозуміти налаштування вашого пристрою Samsung. Bixby Vision - Переклад іноземних мов, сканування бізнес карток, сканування QR-кодів через камеру Підтримка Samsung Connect - Керуйте розумними пристроями Інше - Проведіть вверх для відкриття меню додатків - Перероблена панель налаштувань |
| Samsung Experience 8.5                              | Android 7.1.1 "Nougat" | September 15, 2017 | App Pair (флагманські смартфони з оновлення на 7.0 Nougat) - Відкрийте відразу дві програми за допомогою Мултивіконного режиму Розширені функції S Pen - Glance, magnify та переклад Покращення в розблокуванні по лицю та райдужці ока (тільки на флагманах Galaxy) - Більш ефективно та швидше Більш стабільний UI - Немає підлагування - Поркащений користувацький досвід |
| Samsung Experience 9.0                              | Android 8.0.0 "Oreo"   | February 8, 2018   | Bixby - "Bixby briefing" надає оновлення погоди, коли лунає сигнал будильника Dual Messenger - Встановіть другу копію облікового запису повідомлень, який потрібно використовувати з окремим обліковим записом Finder - Швидші результати - Резултати пошуку з Контактів, Налаштувань, My files, Повідомлень, та Пошти показуються в картках - Нові результати з Galaxy Apps та Google Play Робочий стіл - Перероблені Швидкі ярлики - Значки сповіщень на піктограмах додатків та панелі синхронізовані. Панель керування - Керуйте сповіщеннями для кожного додатка за допомогою категорій сповіщень - Іконки повідомлень, які не вмістились на екран, будуть відображатися на нижній частині панелі сповіщень Samsung Cloud - Переглядайте фотографії та нотатки збережені тільки в Samsung Cloud - Store any type of file in Samsung Cloud Drive - Відкривається з робочого столу SmartThings (раніше Samsung Connect) - Керуйте пристроями за допомогою карток - Автоматизація на основі часу, стану та місця розташування Samsung Keyboard - Покращені налаштування - Панель інстументів клавіатури (налаштовується) - GIF клавіатура - Більше емоджі - Присутні більш високі варіанти контрасту Інше - Поліпшення продуктивності системи - Більше функцій в Edge панелі - Поліпшення в DeX - Покращення в Find My Mobile - Color Lens - Покращення в Пошті |
| Samsung Experience 9.5                              | Android 8.1.0 "Oreo"   | 9 серпня, 2018     | Bixby 2.0 - Більш природний голос - Індивідуальні рекомендації - Швидший час відгуку - Підтримка Uber hail Емоджі - Підтримка емоджі 11.0 |
| Samsung Experience 10.0 (бета-версія One UI)        | Android 9 "Pie"        | Листопад 2018      | |

## Пристрої під управлінням Samsung Experience
Зауважте, що цей список не є вичерпним. 

### Смартфони
| Пристрій                                                                              | Версія |
| ------------------------------------------------------------------------------------- | --- |
| Samsung Galaxy S6 та S6 Edge                                                          | Початкова: Touchwiz 5.0 (Android 5.0.2 "Lollipop") Оновлено: Samsung Experience 8.0 (Android 7.0 "Nougat")                                                          |
| Samsung Galaxy S6 Edge+                                                               | Початкова: Touchwiz 5.1 (Android 5.1.1 "Lollipop") Оновлено: Samsung Experience 8.0 (Android 7.0 "Nougat")                                                          |
| Samsung Galaxy S5 Neo (SM-G903W8)                                                     | Початкова: Touchwiz 5.1 (Android 5.1.1 "Lollipop") Оновлено: Samsung Experience 8.1 (Android 7.0 "Nougat")                                                          |
| Samsung Galaxy S7, S7 Edge та S7 Active                                               | Початкова: Touchwiz 6.0 (Android 6.0.1 "Marshmallow") Оновлено: Samsung Experience 9.0 (Android 8.0.0 "Oreo")                                                       |
| Samsung Galaxy Note 5                                                                 | Початкова: Touchwiz 5.1 (Android 5.1.1 "Lollipop") Оновлено: Samsung Experience 8.0 (Android 7.0 "Nougat")                                                          |
| Samsung Galaxy Note Fan Edition (FE)                                                  | Початкова: Samsung Experience 8.1 ( Android 7.0 "Nougat") Оновлено: Samsung Experience 9.0 (Android 8.0.0 "Oreo")                                                   |
| Samsung Galaxy A3, A5 та A7 (2016)                                                    | Початкова: Touchwiz 5.1 (Android 5.1.1 "Lollipop") Оновлено: Samsung Experience 8.0 ( Android 7.0 "Nougat")                                                         |
| Samsung Galaxy A9 Pro (2016)                                                          | Початкова: Touchwiz 6.0 (Android 6.0.1 "Marshmallow") Оновлено: Samsung Experience 8.1 (Android 7.0 "Nougat")                                                       |
| Samsung Galaxy A8 (2016)                                                              | Початкова: Touchwiz Grace UX (Android 6.0.1 "Marshmallow") Оновлено: Samsung Experience 8.1 (Android 7.0 "Nougat")                                                  |
| Samsung Galaxy A3, A5 та A7 (2017)                                                    | Початкова: Touchwiz Grace UX (Android 6.0.1 "Marshmallow") Оновлено: Samsung Experience 9.0 (Android 8.0.0 "Oreo")                                                  |
| Samsung Galaxy A8 / A8+ (2018)                                                        | Початкова: Samsung Experience 8.5 (Android 7.1.1 "Nougat") Оновлено: Samsung Experience 9.0 (Android 8.0.0 "Oreo")                                                  |
| Samsung Galaxy A6 / A6+ (2018)                                                        | Samsung Experience 9.0 (Android 8.0.0 "Oreo") |
| Samsung Galaxy A8 Star (2018) Samsung Galaxy A9 Star (2018)                           | Samsung Experience 9.0 (Android 8.0.0 "Oreo") |
| Samsung Galaxy A7 (2018)                                                              | Samsung Experience 9.0 (Android 8.0.0 "Oreo") |
| Samsung Galaxy A9 (2018)                                                              | Samsung Experience 9.0 (Android 8.0.0 "Oreo") |
| Samsung Galaxy A6s (2018)                                                             | Samsung Experience 9.0 (Android 8.0.0 "Oreo") |
| Samsung Galaxy A8s (2018)                                                             | Samsung Experience 9.5 (Android 8.1.0 "Oreo") |
| Samsung Galaxy J5 (2016)                                                              | Початкова: Touchwiz 6.0 (Android 6.0.1 "Marshmallow") Оновлено: Samsung Experience 8.5 (Android 7.1.1 "Nougat")                                                     |
| Samsung Galaxy J7 (2016) Samsung Galaxy J7 Prime / Galaxy On7 (2016)                  | Початкова: Touchwiz 6.0 (Android 6.0.1 "Marshmallow") Оновлено: Samsung Experience 9.5 (Android 8.1 "Oreo")                                                         |
| Samsung Galaxy J3 (2017) / J3 Pro Galaxy J5 (2017) / J5 Pro Galaxy J7 (2017) / J7 Pro | Початкова: Samsung Experience 8.1 ( Android 7.0 "Nougat") Оновлено: Samsung Experience 9.0 (Android 8.0.0 "Oreo") або Samsung Experience 9.5 (Android 8.1.0 "Oreo") |
| Samsung Galaxy J7 Max (2017) / On Max (2017)                                          | Початкова: Samsung Experience 8.1 (Android 7.0 "Nougat") Оновлено: Samsung Experience 9.5 (Android 8.1"Oreo")                                                       |
| Samsung Galaxy J7 Nxt/J7 Core/J7 Neo                                                  | Початкова: Samsung Experience 8.1 ( Android 7.0 "Nougat") Оновлено: Samsung Experience 9.5 (Android 8.1.0 "Oreo"                                                    |
| Samsung Galaxy J2 Pro (2018) / Galaxy J2 (2018) / Galaxy Grand Prime Pro              | Samsung Experience 8.5 ( Android 7.1.1 "Nougat") |
| Samsung Galaxy J7 Prime 2 Samsung Galaxy J7 Prime (2018)                              | Samsung Experience 8.5 ( Android 7.1.1 "Nougat") |
| Samsung Galaxy J2 Core (2018)                                                         | Samsung Experience 9.5 (Android 8.1.0 "Oreo") |
| Samsung Galaxy J7 Duo (2018)                                                          | Samsung Experience 9.0 (Android 8.0.0 "Oreo") |
| Samsung Galaxy J4 (2018)                                                              | Samsung Experience 9.0 (Android 8.0.0 "Oreo") |
| Samsung Galaxy J8 (2018)                                                              | Samsung Experience 9.0 (Android 8.0.0 "Oreo") |
| Samsung Galaxy J4+ (2018)                                                             | Samsung Experience 9.5 (Android 8.1.0 "Oreo") |
| Samsung Galaxy J6+ (2018)                                                             | Samsung Experience 9.5 (Android 8.1.0 "Oreo") |
| Samsung Galaxy C9 Pro                                                                 | Почактова: Touchwiz Grace UX (Android 6.0.1 "Marshmallow") Оновлено: Samsung Experience 9.0 (Android 8.0.0 "Oreo")                                                  |
| Samsung Galaxy C7 Pro                                                                 | Початкова: Touchwiz Grace UX (Android 6.0.1 "Marshmallow") Оновлено: Samsung Experience 8.1 (Android 7.0 "Nougat")                                                  |
| Samsung Galaxy C8 / C7 (2017) Samsung Galaxy J7+                                      | Samsung Experience 8.5 ( Android 7.1.1 "Nougat") |
| Samsung Galaxy Feel                                                                   | Початкова: Samsung Experience 8.1 (Android 7.0 "Nougat") Оновлено: Samsung Experience 9.0 (Android 8.0.0 "Oreo")                                                    |
| Samsung Galaxy S Light Luxury                                                         | Samsung Experience 9.0 (Android 8.0.0 "Oreo") |
| Samsung Galaxy Xcover 4                                                               | Samsung Experience 9.5 (Android 8.1.0 "Oreo") |
| Samsung Galaxy M10 / Galaxy M20                                                       | Samsung Experience 9.5 (Android 8.1.0 "Oreo") |

### Планшети
| Пристрій                                                     | Номер моделі                       | Версія |
| ------------------------------------------------------------ | ---------------------------------- | --- |
| Samsung Galaxy Tab S2 (8.0 та 9.7) Версії 2015 та 2016 років | Усі (крім T819C, T815C, T719C)     | Початкова (2015): TouchWiz 5.0 ( Android 5.0.2 "Льодяник" ) Початкова (2016) : TouchWiz 6.0 ( Android 6.0.1 "Зефір" ) Оновлений: Samsung Experience 8.0 ( Android 7.0 "Nougat" ) |
| Samsung Galaxy Tab S3                                        | SM-T820; SM-T825                   | Початкова: Samsung Experience 8.0 ( Android 7.0 "Нуга" ) Оновлення: Samsung Experience 9.0 ( Android 8.0 "Oreo" )                                                                |
| Samsung Galaxy Tab S4                                        | SM-T830; SM-T835                   | Samsung Experience 9.5 ( Android 8.1.0 "Oreo" ) |
| Samsung Galaxy Tab A 8.0                                     | SM-T350, SM-T355, SM-P350, SM-P355 | Початкова: TouchWiz 5.0 ( Android 5.0.2 '' Lollipop '' ) Оновлений: Samsung Experience 8.5 ( Android 7.1.1 "Nougat" )                                                            |
| Samsung Galaxy Tab A 9.7                                     | SM-T550, SM-T555, SM-P550, SM-P555 | Початкова: TouchWiz 5.0 ( Android 5.0.2 '' Lollipop '' ) Оновлений: Samsung Experience 8.5 ( Android 7.1.1 "Nougat" )                                                            |
| Samsung Galaxy Tab A 8.0 (2017) Samsung Galaxy Tab A2 S      | SM-T380; SM-T385                   | Початкова: Samsung Experience 8.5 ( Android 7.1.1 "Nougat" ) Оновлення: Samsung Experience 9.5 ( Android 8.1.0 "Oreo" ) (лише SM-T380)                                           |
| Samsung Galaxy Tab Active 2                                  | SM-T390; SM-T395                   | Samsung Experience 8.5 ( Android 7.1.1 "Nougat" ) |
| Samsung Galaxy Tab A 10.5 (2018)                             | SM-T590; SM-T595                   | Samsung Experience 9.5 ( Android 8.1.0 "Oreo" ) |
| Samsung Galaxy Tab E                                         | SM-T377x; SM-T560NU                | Почтакова: TouchWiz 5.0 ( Android 5.1.1 '' Lollipop '' ) Оновлений: Samsung Experience 8.5 ( Android 7.1.1 "Nougat" )                                                            |